# Алькубьерре, Мигель
Миге́ль Алькубье́рре Мо́йя (исп. Miguel Alcubierre Moya; Мехико, 1964) — мексиканский физик-теоретик.

## Биография
Изучал физику на факультете естественных наук Национального автономного университета Мексики (НАУМ). Переехал в Уэльс в 1990 г., чтобы учиться в университете Кардиффа, где защитил докторскую диссертацию по численным решениям уравнений общей теории относительности в 1994 году.
С 1996 года работал в Институте гравитационной физики Общества Макса Планка в Потсдаме, где разрабатывал новые математические методы для описания физики чёрных дыр. С 2002 года — работает в Институте ядерных исследований НАУМ, где он координирует исследования по численным решениям уравнений теории относительности, — использование вычислительных мощностей огромных компьютеров («мэйнфрэймов») для постановки и решения физических уравнений, сформулированных Альбертом Эйнштейном.

## Научная деятельность
Алькубьерре более всего известен тем, что разработал математическую модель, которая позволяет путешествовать быстрее света, не нарушая физического принципа Эйнштейна.

По словам Алькубьерре, идея пришла ему, когда он смотрел сериал Star Trek. Эта математическая модель гипер-релятивистского локально-динамического пространства, также известная под названием — Пузырь Алькубьерре, взаимосвязана с метрическим тензором кривизны ОТО (Warp Drive).

## Карьера
11 июня 2012 года доктор Мигель Алькубьерре Мойя был назначен директором Института ядерных исследований НАУМ.

## Интересные факты
В 2012  году NASA — в лице Гарольда Уайта и его коллег — заявило о подготовке экспериментальной проверки теории д. Алькубьерре о возможности двигаться быстрее скорости света и о «разработке двигателя деформации пространства, способного перемещать объекты быстрее скорости света».